# Mont-Saint-Jean (Côte-d’Or)
Mont-Saint-Jean település Franciaországban, Côte-d’Or megyében. Lakosainak száma 257 fő (2022. január 1.). Mont-Saint-Jean Fontangy, Marcilly-Ogny, Thoisy-la-Berchère, Thorey-sous-Charny, Blancey, Chailly-sur-Armançon, Charny és Missery községekkel határos.

## Népesség
A település népességének változása:
| Lakosok száma | 335  | 271  | 270  | 256  | 254  | 250  | 241  | 239  | 236  | 257  |
|               | 1968 | 1982 | 1990 | 2006 | 2013 | 2015 | 2017 | 2019 | 2020 | 2022 |